# Coupe d'Italie de rink hockey
16 équipes participent chaque année à la Coupe d'Italie de rink hockey : les 14 équipes de la série A1, plus les deux équipes ayant été rétrogradées la saison précédente en série A2.
Au cours de la première étape, les participants sont divisés en quatre groupes de quatre équipes qui s'affrontent chacune lors de matchs aller simple. Les deux premières équipes de chaque groupe continuent en demi-finale, qui se joue en deux victoires.
Enfin, la finale se joue en trois victoires.

## Historique
- 2025 GSH Trissino
- 2024 HC Forte dei Marmi
- 2023 GSH Trissino
- 2022 Hockey Sarzana
- 2021 Amatori Lodi
- 2020 Compétition annulée
- 2019 Hockey Breganze
- 2018 Follonica Hockey
- 2017 HC Forte dei Marmi
- 2016 Amatori Lodi
- 2015 Hockey Breganze
- 2014 Hockey Valdagno
- 2013 Hockey Valdagno
- 2012 Amatori Lodi
- 2011 CGC Viareggio
- 2010 Follonica Hockey
- 2009 Follonica Hockey
- 2008 Follonica Hockey
- 2007 Follonica Hockey
- 2006 Follonica Hockey
- 2005 Follonica Hockey
- 2004 Hockey Bassano
- 2003 Hockey Prato
- 2002 Hockey Novare
- 2001 Hockey Novare
- 2000 Hockey Novare
- 1999 Hockey Novare
- 1998 Hockey Novare
- 1997 Hockey Novare
- 1996 Hockey Novare
- 1995 Hockey Novare
- 1994 Hockey Novare
- 1993 Hockey Novare
- 1992 non disputée
- 1991 non disputée
- 1990 Roller Monza
- 1989 HC Monza
- 1988 Hockey Novare
- 1987 Hockey Novare
- 1986 Hockey Novare
- 1985 Hockey Novare
- 1984 HC Monza
- 1983 Amatori Verceil
- 1982 Follonica Hockey
- 1981 Hockey Bassano
- 1980 GSH Pordenone
- 1979 non disputée
- 1978 Amatori Lodi
- 1977 Follonica Hockey
- 1976 Hockey Novare
- 1975 Hockey Breganze
- 1974 GSH Trissino
- 1973 non disputée
- 1972 Hockey Novare
- 1971 HC Monza
- 1970 Hockey Novare
- 1969 Hockey Novare
- 1968 Hockey Breganze
- 1967 Hockey Novare
- 1966 Hockey Novare

## Palmarès par club
| Coppe | Squadra |
| 20    | Hockey Novara |
| 9     | Follonica Hockey |
| 4     | Hockey Breganze/ASD Breganze                                                                                             |
| 3     | Hockey Club Monza Amatori Lodi                                                                                           |
| 2     | Hockey Bassano Marzotto Valdagano                                                                                        |
| 1     | Gruppo Sportivo Hockey Trissino Pordenone HC Amatori Vercelli Roller Monza Prato Primavera CGC Viareggio Forte dei Marmi |
| 50    | Totale |

## Sources
- (it) Cet article est partiellement ou en totalité issu de l’article de Wikipédia en italien intitulé « Coppa Italia (hockey su pista) » (voir la liste des auteurs).